# کارلوس ویلا نوا
کارلوس ویلا نوا (به انگلیسی: Carlos Vila Nova) (متولد ۲۷ ژوئیه ۱۹۵۹) سیاستمدار سائوتومه و  پرنسیپ است. ویلا نوا طی ۲۰۱۰ تا ۲۰۱۲ در سمت وزیر فواید عامه و منابع طبیعی و از ۲۰۱۴ تا ۲۰۱۸ به عنوان وزیر امور زیربنایی، منابع طبیعی و محیط زیست در کابینه پاتریس ترووآدا نخست‌وزیر خدمت کرده‌است. وی در انتخابات ریاست‌جمهوری در ششم سپتامبر ۲۰۲۱ کاندید حزب عمل دموکراتیک مستقل شد و با کسب ۵۸ درصد آرا به پیروزی دست یافت.

## زندگی‌نامه
ویلا نوا در نوز، شهری در منطقه لمبا در ساحل شمالی جزیره سائو تومه متولد شد. وی در سال ۱۹۸۵ مدرک مهندسی مخابرات را از دانشگاه اوران الجزایر دریافت کرد و سپس به عنوان رئیس بخش رایانه اداره آمار دولتی به کار پرداخت. در ۱۹۸۸وی از خدمات دولتی کناره‌گیری کرد و مدیر فروش هتل میرامار شد که در آن زمان تنها هتل کشور بود. وی در سال ۱۹۹۲به سمت مدیر هتل میرامار ارتقا پیدا کرد. در ۱۹۹۷ مدیریت هتل پوسادا بوآ ویستا را برعهده گرفت و همچنین آژانس مسافرتی خود بنام سفرهای میسترال را تأسیس کرد. ویلا نوا در صنعت گردشگری ادامه داد تا اینکه در ۲۰۱۰ وارد سیاست شد.
ویلا نوا از ۲۰۱۰ به عنوان وزیر فواید عامه و منابع طبیعی در کابینه پاتریس ترووآدا تا هنگامیکه که دولت اکثریت خود را در ۲۰۱۲ از دست داد خدمت کرد. هنگامی که کابینه ترووآدا توانست رای اکثریت را در ۲۰۱۴ به دست آوردو به عنوان وزیر زیرساخت و منابع طبیعی و محیط زیست منصوب شد. در ۲۰۱۸، ویلا نوا به عنوان نماینده مجلس شورای ملی انتخاب شد. او به عنوان نامزد حزب عمل دموکراتیک مستقل برای انتخابات ریاست جمهوری ۲۰۲۱معرفی شد. ویلا نوا ازدواج کرده و دارای دو دختر است.